# Антуан Піне
Антуан Піне (фр. Antoine Pinay фр. вимова: [ɑ̃twan piˈnɛ]; 30 грудня 1891, Сен-Семфор'ян-сюр-Куаз — 13 грудня 1994, Сен-Шамон) — французький політик і державний діяч, який з 8 березня 1952 року по 23 грудня 1952 року, бувши Прем'єр-міністром Франції, очолював кабінет міністрів Четвертої республіки.

## Біографія
Народився в сім'ї підприємців виробників капелюхів. Після здобуття економічної освіти Піне створив шкіряний завод, який виявився дуже успішним підприємством.
Політичну кар'єру розпочав у 1929 році як мер невеликого містечка.
У 1936 році обраний до Національних зборів Франції.
З 1938 по 1940 рік Антуан Піне був членом Сенату і служив там як представник французьких консерваторів.
Під час Другої світової війни, після вторгнення вермахту у Францію в 1940 році, Антуан Піне відмовився від співпраці з режимом Віші й урядом на чолі з колабораціоністом Анрі Філіпом Петеном. Під час окупації Піне допомагав переховуватися євреям від переслідувань гестапо.
У 1945 році Антуан Піне був обраний до Установчих зборів, а в 1946 році став членом Національної асамблеї, де він приєднався до групи незалежних республіканців.
У 1948 році був державним секретарем з економічних питань уряду в першому і другому кабінетах міністрів, яких очолював Анрі Кей.
Крім того, в 1949–1979 роках Антуан Піне був обраний на посаду Президента Генеральної ради Луарі.
У 1950 році уперше отримав міністерський портфель, в кабінеті Рене Плевена йому були доручені громадські роботи.
У 1952 році в кабінеті Едгара Фора, відповідав за транспорт.
У березні 1952 року сформував і очолив власний кабінет міністрів, який уже через дев'ять місяців, після провалу планів по реорганізації націоналізованої промисловості і соціального забезпечення, був відправлений у відставку.
З 1955 по 1956, в другому кабінеті Фора, Піне отримав посаду міністра закордонних справ Франції.
Під час політичної кризи 1958 року, Піне отримав в тимчасовому уряді Шарля де Голля пост міністра фінансів, який займав до 1960 року, де зіграв важливу роль у запровадженні нових французьких франків.
У 1973 році відіграв важливу роль як посередник, намагаючись уладнати «гострі кути» у відносинах між урядом, парламентом і адміністрацією.
Антуан Піне помер у віці 102-х років, поставивши рекорд тривалості життя серед французьких прем'єрів уряду.